# 273 г. пр.н.е.
273 (двеста седемдесет и трета) година преди новата ера (пр.н.е.) е година от доюлианския (Помпилийски) римски календар.

## Събития

### В Римската република
- Консули са Гай Фабий Дорсон Лицин и Гай Клавдий Канина (за II път).
- Oсновани са латинските колонии Коза и Пестум.[1]
- Рим и Египет установяват дипломатически отношения като двете страни изпращат посланически делегации една до друга, но вероятно инициативата е била на цар Птолемей II.[2]

### В Гърция
- Птолемей, син на цар Пир, побеждава Антигон II Гонат.[3]

## Починали
- Апий Клавдий Цек, римски държавник (роден 340 г. пр.н.е.)